# Morrill (Kansas)
Morrill ist eine City im Brown County im Bundesstaat Kansas in den Vereinigten Staaten.

## Geschichte
Morrill wurde 1878 gegründet, als die Eisenbahnlinie der St. Joseph and Western Railroad bis an diesen Punkt verlängert wurde. Der Ort wurde benannt nach Edmund Needham Morrill, einem Politiker und ehemaligen Gouverneur von Kansas.

## Geographie
Nach Angaben des United States Census Bureau umfasst die Stadt eine Fläche von 0,51 km², ausschließlich Landfläche.

## Bildung
Die Stadt gehört zum Schulbezirk Prairie Hills USD 113, der 2010 durch den Zusammenschluss von Sabetha USD 441 und Axtel USD 488 entstand. Die ehemalige Morrill High School wurde im Zuge der Schulzusammenlegung geschlossen. Das Maskottchen der High School war der Tiger.

## Persönlichkeiten
- Howard Shultz Miller (1879–1970), ehemaliges Mitglied des US-Repräsentantenhauses für Kansas